# シーベリイ・クイン
シーベリイ・クイン（Seabury Grandin Quinn、1889年 - 1969年）は、アメリカ合衆国ワシントン州生まれの怪奇小説家。 
パルプ・マガジンを舞台に活躍。中でもオカルト探偵ジュール・ド・グランダン(Jules de Grandin)シリーズの作者として知られる。
作家としてのデビュー作は、1917年12月「Motion Picture Magazine」誌に掲載された「The Law of the Movies」である（それ以前に「Painted Gold」という作品を執筆している）。
ウィアード・テイルズ誌には1923年10月号（第7号）に「The Phantom Farmhouse」でデビュー。以降、1925年に同誌でジュール・ド・グランダンシリーズの第一作「ゴルフリンクの恐怖(Horror on the Links)」を発表。このシリーズは1951年まで続き、長編を含めて90篇以上の長いシリーズとなった。このシリーズを含め、同誌には140以上の作品を発表している。
2017年に、第17回コードウェイナー・スミス再発見賞を贈られた。

## 日本語訳作品

### ジュール・ド・グランダンシリーズ
- 『悪魔の花嫁』（長編　創元推理文庫　2010）　The Devil's Bride  (Weird Tales, Feb. 1932 - Jul. 1932)
- 『グランダンの怪奇事件簿』（論創社、ダーク・ファンタジー・コレクション(4)、2007） 
  - 「ゴルフリンクの恐怖」Horror on the Links (Weird Tales, Oct 1925)：『慄然の書　ウィアード・テイルズ傑作集』（継書房、1975）に「ゴルフ・リンクの恐怖」として収載
  - 「死人の手」The Dead Hand (Weird Tales, May 1926)
  - 「ポルターガイスト」 The Poltergeist(Weird Tales, Oct 1927)
  - 「眠れぬ魂」 Restless Souls(Weird Tales, Oct 1928)
  - 「死体を操る者」 The Corpse-Master(Weird Tales, Jul 1929)
  - 「銀の伯爵夫人」 The Silver Countess(Weird Tales, Oct 1929)
  - 「ウバスティの子どもたち」 Children of Ubasti(Weird Tales, Dec 1929)
  - 「フィップス家の悲運」 The Curse of the House of Phipps (The Doom of the House of Phipps) (Weird Tales, Jan 1930)
  - 「ウォーバーグ・タンタヴァルの悪戯」 The Jest of Warburg Tantavul(Weird Tales, Sep 1934)
- 「呪いの家」The House of Horror (Weird Tales, Jul 1926)：『アンソロジー・恐怖と幻想(2)』（月刊ペン社、1971）に収載
- 『魔の配剤　<イギリス恐怖小説傑作選>』（朝日ソノラマ、ソノラマ文庫海外シリーズ、1985）に「恐怖の館」として収載
- 「影のない男」 The Man who Cast No Shadow(Weird Tales, Feb 1927)：『吸血鬼伝説　ドラキュラの末裔たち』（原書房、1997）に収載
- 「恐怖の鐘楼」 The Chapel of Mystic Horror(Weird Tales, Dec 1928) ：『ウィアード・テールズ(2)』（国書刊行会、1984）に収載
- 「月の光」 Clair De Lune(Weird Tales, Nov 1947)：ミステリマガジン1974年7月号に収載

### その他
- 「奇妙な中断」 Strange Interval (Weird Tales, May 1936)：『ホラー&ファンタシイ傑作選(3)』（青心社、1986）、『ウィアード(3)』（青心社、青心社文庫、1990）に収載
- 「道」 Roads(Weird Tales, Jan 1938)：S-Fマガジン(1971年12月号)、『啓示と奇蹟　<怪奇幻想の文学(6)>』（新人物往来社、1977）、『贈り物　<クリスマス・ストーリー集(2)>』（角川書店、角川文庫、1978）、『クリスマス・ファンタジー』（筑摩書房、ちくま文庫、1992）に収載